# Théorème fondamental de la géométrie riemannienne
Le théorème fondamental de la géométrie riemannienne est un résultat de géométrie qui permet de bien fonder le champ de la géométrie riemannienne, c'est-à-dire l'étude des variétés, « espaces courbes » de toutes dimension, munies d'une métrique. Il affirme l'existence et l'unicité de la connexion de Levi-Civita sur toute variété riemannienne. Celle-ci permet de faire le lien entre les trois piliers du « triangle d'or » de la géométrie riemannienne : courbure, transport parallèle et calcul différentiel absolu.
Le théorème est naturellement présent (sous le vocable de « théorème fondamental » ou non) dans tous les traités de géométrie riemannienne. Son énoncé fonctionne également dans le cadre des variétés pseudo-riemanniennes, d'où son intérêt par exemple pour le domaine de la relativité générale.

## Enoncé
Soit (M,g) une variété riemannienne, ou pseudo-riemannienne. 
Il existe une unique connexion {\displaystyle \nabla } sur {\displaystyle T_{x}M}, appelée connexion de Levi-Civita, ou connexion canonique, et vérifiant les deux conditions :
1. la connexion {\displaystyle \nabla } est sans torsion : pour tous champs de vecteurs {\displaystyle X} et {\displaystyle Y},{\displaystyle \nabla _{X}Y-\nabla _{Y}X=[X,Y]} ;
2. la connexion préserve le tenseur g : pour tous champs de vecteurs {\displaystyle X}, {\displaystyle Y} et {\displaystyle Z}, on a :

Selon les auteurs la deuxième propriété est qualifiée de façon différente : la connexion préserve la métrique, la connexion est métrique, le tenseur g est parallèle.
Une méthode de preuve classique consiste à suivre un schéma d'analyse-synthèse.

## Unicité et expression
On peut établir l'unicité de la connexion de Levi-Civita et son expression, sous réserve d'existence. Voici le principe suivi : puisque la métrique est une forme bilinéaire symétrique non dégénérée, il suffit pour déterminer {\displaystyle \nabla _{X}Y} de disposer d'une expression de {\displaystyle 2g(\nabla _{X}Y,Z)} pour tout Z. On y arrive par de simples manipulations algébriques. 

Comme g est parallèle pour la connexion de Levi-Civita, pour tous champs de vecteurs {\displaystyle X}, {\displaystyle Y} et {\displaystyle Z}, on a :
La somme des deux premières identités moins la troisième donne :
Parce que la torsion est nulle, l'expression précédente se simplifie :
La connexion est alors uniquement déterminée par cette relation. Ce calcul présente aussi un intérêt pratique : il donne l'expression des symboles de Christoffel en fonction du tenseur métrique, c'est-à-dire l'expression de la connexion dans un système de coordonnées locales. Cependant les auteurs font souvent remarquer qu'une telle expression est en réalité moins utile que les propriétés caractéristiques énoncées dans le théorème.

## Existence
Si X et Y sont deux champs de vecteurs sur M, on définit le champ {\displaystyle \scriptstyle \nabla _{X}Y} comme l'unique champ de vecteurs sur M vérifiant l'identité précédemment obtenue :
∇ est bien une connexion de Koszul. En effet, pour toutes fonctions f, on a :
∇ est bien sans torsion :
Enfin, g est bien parallèle pour la connexion ∇ :
Ainsi, la connexion de Koszul ∇ vérifie toutes les conditions requises.